# Liste der Nummer-eins-Hits in den Cash Box Charts (1992)
Diese Liste enthält alle Nummer-eins-Hits in den amerikanischen Cash Box Charts im Jahr 1992. Es gab in diesem Jahr 20 Nummer-eins-Singles.
| Singles |
| --- |
| - Michael Jackson – Black or White - 4 Wochen (28. Dezember 1991 – 24. Januar 1992) - Mariah Carey – Can’t Let Go - 1 Woche (25. Januar – 31. Januar) - George Michael und Elton John – Don’t Let the Sun Go Down On Me - 1 Woche (1. Februar – 7. Februar) - Prince & N.P.G. – Diamonds and Pearls - 2 Wochen (8. Februar – 21. Februar) - Mr. Big – To Be With You - 5 Wochen (22. Februar – 27. März) - Michael Jackson – Remember the Time - 1 Woche (28. März – 3. April) - Vanessa Williams – Save the Best for Last - 3 Wochen (4. April – 24. April) - Eric Clapton – Tears in Heaven - 1 Woche (25. April – 1. Mai) - Kris Kross – Jump - 2 Wochen (2. Mai – 15. Mai, insgesamt 3 Wochen) - Queen – Bohemian Rhapsody - 1 Woche (16. Mai – 22. Mai) - En Vogue – My Lovin’ (You’re Never Gonna Get It) - 3 Wochen (23. Mai – 12. Juni) - Kris Kross – Jump - 1 Woche (13. Juni – 19. Juni, insgesamt 3 Wochen) - Red Hot Chili Peppers – Under the Bridge - 1 Woche (20. Juni – 26. Juni) - Mariah Carey – I’ll Be There - 3 Wochen (27. Juni – 17. Juli) - Sir Mix-A-Lot – Baby Got Back - 4 Wochen (18. Juli – 14. August) - Madonna – This Used to Be My Playground - 1 Woche (15. August – 21. August) - Guns N’ Roses – November Rain - 3 Wochen (22. August – 11. September) - Boyz II Men – End of the Road - 10 Wochen (12. September – 20. November) - The Heights – How Do You Talk To An Angel - 2 Wochen (21. November – 4. Dezember) - Whitney Houston – I Will Always Love You - 1 Woche (5. Dezember – 11. Dezember, insgesamt 13 Wochen) - Wayne Newton – The Letter - 1 Woche (12. Dezember – 18. Dezember) - Whitney Houston – I Will Always Love You - 12 Wochen (19. Dezember 1992 – 12. März 1993, insgesamt 13 Wochen) |